# Église Saint-Martin d'Aincourt
L'église Saint-Martin est située à Aincourt, dans le département français du Val-d'Oise.
L'édifice est inscrit aux monuments historiques depuis 1939.

## Localisation
L'église est située au sud-est du bourg d'Aincourt, rue d'Arthies.

## Histoire
Le village est érigé en paroisse en 1141 et obtient alors sa première église, qui est reconstruite dans sa quasi-totalité au XVIe siècle.
L'église est inscrite monument historique par arrêté du 13 novembre 1939, sauf la nef.

## Architecture et extérieurs
L'église observe un plan cruciforme, avec une nef de quatre travées précédée d'un porche.
Le clocher carré s'élève sur le croisillon nord du transept et est flanquée d'une tourelle d'escalier ronde. 

## Intérieur

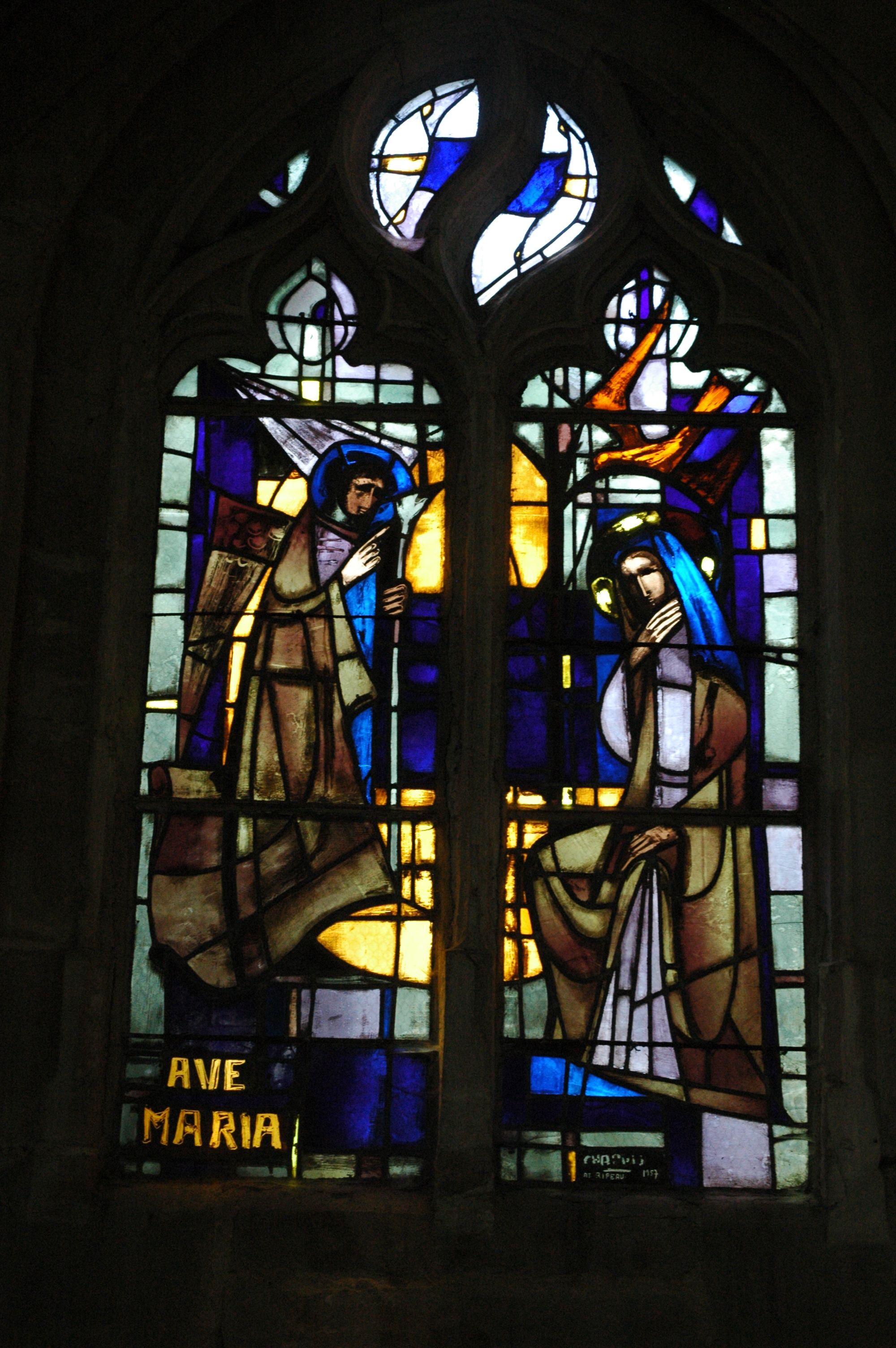
Vitrail de la Visitation.
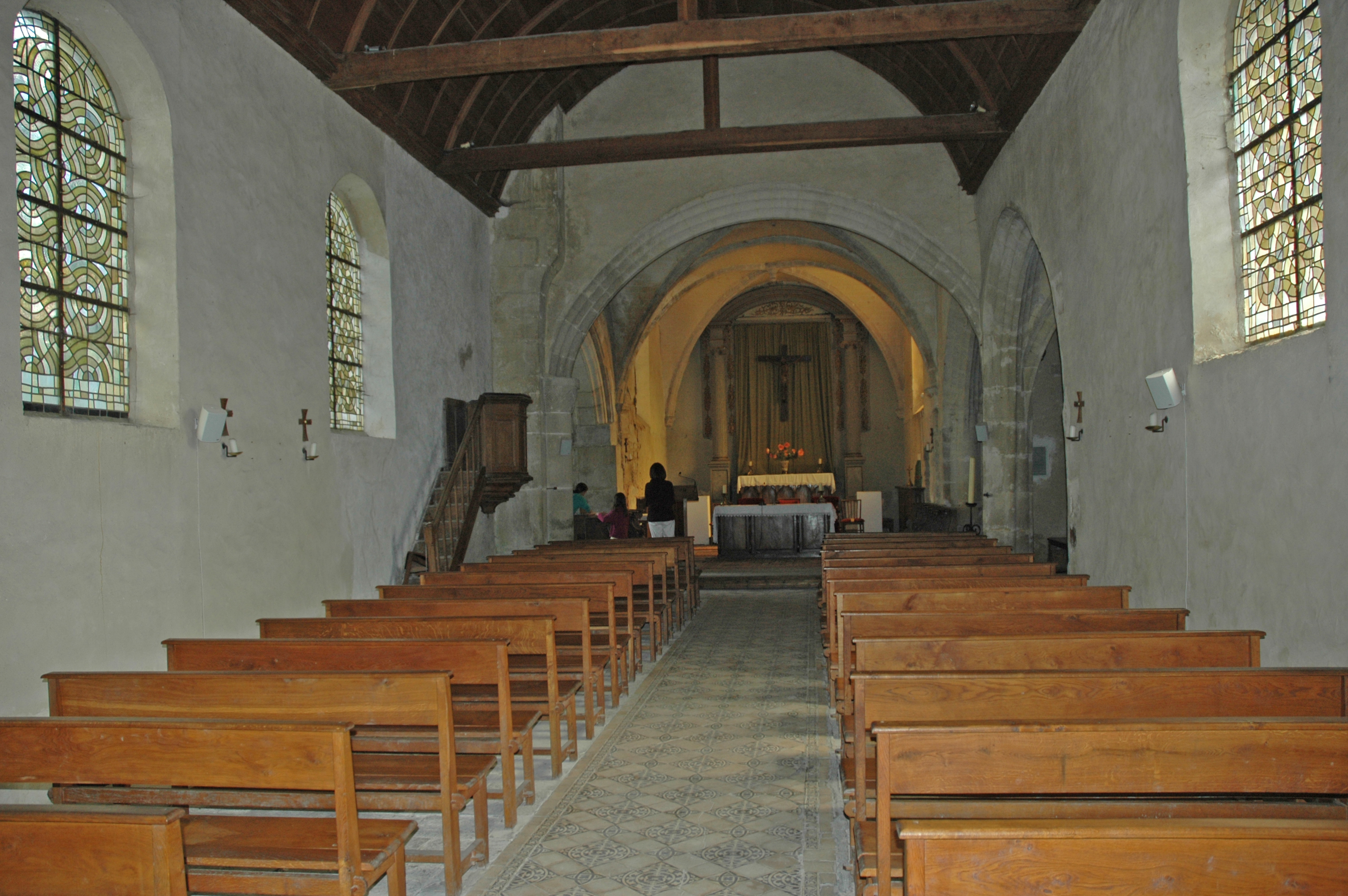
La nef.
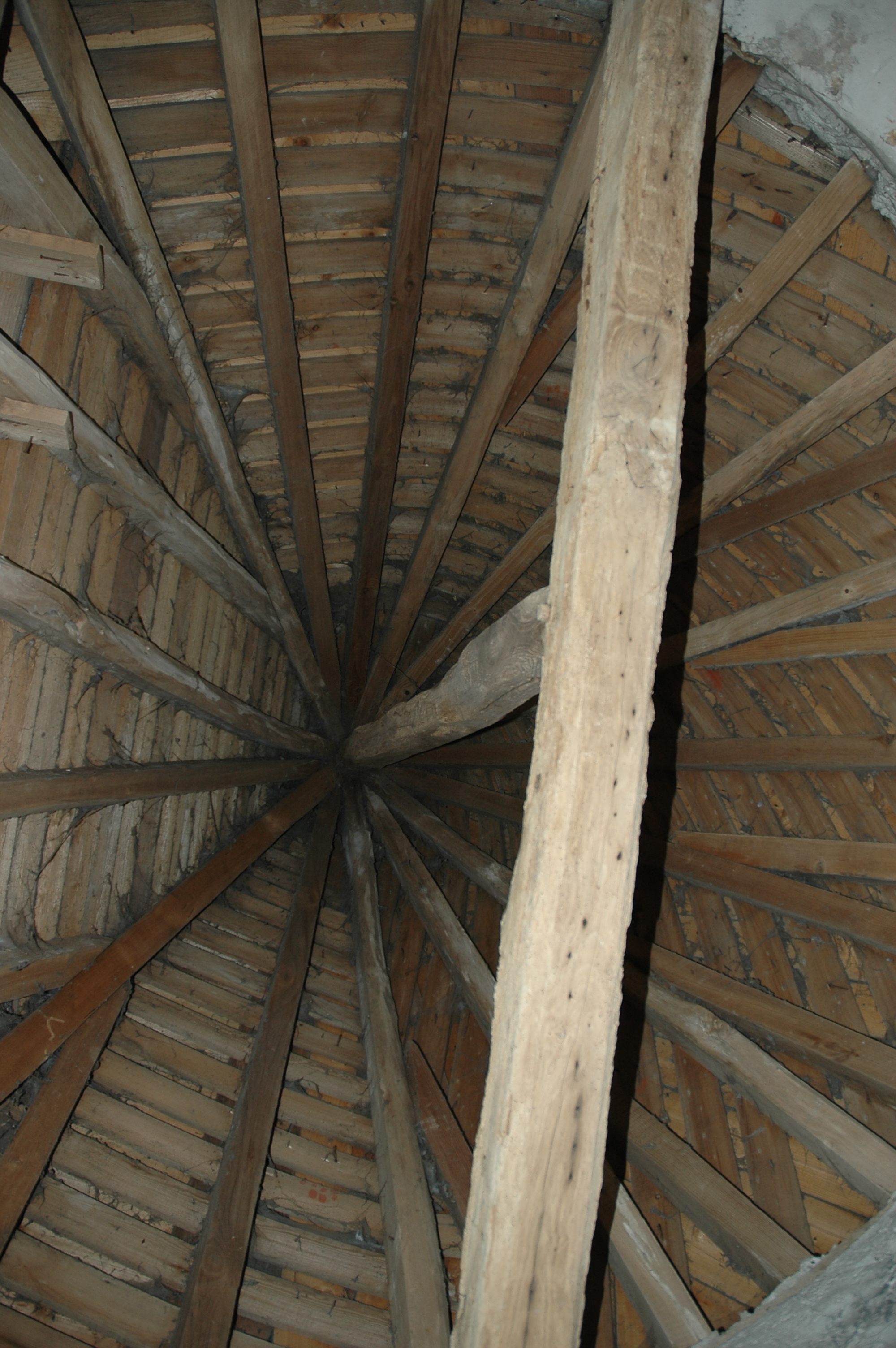
L'intérieur du clocher.

L'église comprend une chapelle dans le style gothique flamboyant au sud de la dernière travée de la nef ; un transept dont le croisillon sud forme une entité homogène avec la chapelle ; et un chœur au chevet plat. Cet ensemble représente la partie la plus intéressante de l'église et possède des baies au remplage flamboyant, comportant en partie un cœur. 
La nef n'est pas voûtée, mais est recouverte d'une belle charpente apparente en carène renversée. Les autres parties de l'édifice sont voûtées sur croisées d'ogives avec des clés de voûte pendantes.